# Iglesia de San Román (Casós)
La iglesia de San Román de Casós (en catalán, Sant Romà de Casós) es la iglesia del pueblo de Casós, del antiguo término de Llesp, actualmente perteneciente al término del Pont de Suert (provincia de Lérida, Cataluña, España), en un enclave dentro del término de Vilaller.
Es una pequeña iglesia del siglo XII, con nave única y ábside en el este, ornamentado con un friso de arquerías ciegas.